# Transactions of the New York Academy of Sciences
Transactions of the New York Academy of Sciences (abreviado Trans. New York Acad. Sci.) fue una revista científica con ilustraciones y descripciones botánicas que fue publicada en Nueva York en dos series en los años 1881 - 1974.

## Publicación
- Serie nº 1; vols. 1-16, 1881-1897;
- Serie nº 2, vols. 1-37, 1938-1974;

Transactions en los años 1897-1938 estuvo incluida en Annals of the New York Academy of Sciences